# 장계초등학교
장계초등학교는 대한민국 전북특별자치도 장수군 장계면 장계리에 있는 공립 초등학교이다.

## 학교 연혁
- 1919년 5월 27일 장계공립보통학교(4년제) 개교
- 1925년 4월 22일 6년제 수업연한 변경
- 1938년 4월 1일 교명 변경 (계내(溪內)공립심상소학교)[1]
- 1941년 4월 1일 교명 변경 (계내공립국민학교)[2]
- 1950년 4월 1일 장계국민학교로 개칭
- 1994년 3월 8일 주촌국민학교 통합
- 1996년 3월 1일 장계초등학교로 개칭[3]
- 1999년 3월 1일 명덕초등학교 통합
- 2001년 3월 1일 장계남초등학교 통합
- 2004년 11월 26일 본관 신축
- 2016년 12월 23일 천연 잔디 운동장 완공
- 2017년 8월 29일 과학실 노후 환경 개선, 학생자치실 설치
- 2017년 9월 19일 중앙현관 열린도서관 설치
- 2018년 2월 9일 제97회 졸업(졸업생 총 수 10,448명)
- 2018년 3월 1일 14학급(일반학급 13, 특수학급 1) 편성운영
- 2018년 8월 10일 신축 다목적 체육관 완공
- 2019년 2월 13일 제98회 졸업(졸업생 총 수 10,482명)
- 2019년 3월 1일 14학급(일반학급 13, 특수학급 1) 편성운영
- 2020년 2월 7일 제99회 졸업(졸업생 총 수 10,518명)
- 2020년 3월 1일 13학급(일반학급 12, 특수학급 1) 편성운영
- 2020년 9월 1일 제29대 최윤정 교장 부임
- 2021년 1월 12일 제100회 졸업(졸업생 총 수 10,573명)
- 2021년 3월 1일 13학급(일반학급 12, 특수학급 1) 편성운영, 신입생 31명 입학

## 학교 상징
- 교화(校花) - 개나리 : 연교·개나리꽃나무·영춘화라고도 한다. 산기슭 양지에서 많이 자란다. 높이 약 3m이다. 가지 끝이 밑으로 처지며, 잔가지는 처음에는 녹색이지만 점차 회갈색으로 변하고 껍질눈[皮目]이 뚜렷하게 나타난다. 잎은 마주나고 타원형이며 톱니가 있고 길이 3∼12cm이다.
- 교목(校木) - 느티나무 : 규목(槻木)이라고도 한다. 산기슭이나 골짜기 또는 마을 부근의 흙이 깊고 진 땅에서 잘 자란다. 높이는 26m, 지름이 3m이다. 굵은 가지가 갈라지고, 나무 껍질은 회백색이고 늙은 나무에서는 비늘처럼 떨어진다. 피목(皮目)은 옆으로 길어지고, 어린 가지에 잔털이 빽빽이 있다.
- 교조(校鳥) - 까치 : 15세기의 문헌에는 ‘가치’로 표기되었다. 한자어로 작(鵲)이라 하며 희작(喜鵲)·신녀(神女)라고도 하였다. 몸길이 45cm, 날개길이 19∼22cm 정도로 까마귀보다 조금 작은데, 꽁지가 길어서 26cm에 이른다. 어깨와 배·허리는 흰색이고 머리에서 등까지는 금속성 광택이 나는 검은색이다.

## 참고 자료
- 장계초등학교 - 한국교육학술정보원 학교알리미